# Autan (Marke)
Autan ist ein Abwehrmittel (Repellent) gegen Stechmücken und Zecken zum Auftragen auf die Haut. Autan ist heute eine eingetragene Marke der SC Johnson GmbH in Erkrath, die sie 2002 von der Bayer AG erworben hat.
Autan wurde erstmals im Jahr 1958 auf den deutschen Markt gebracht. Mitte der 1980er Jahre war es Marktführer unter anderem in Italien, Österreich, Griechenland, Brasilien, Thailand, Australien, Spanien und dem Vereinigten Königreich. Inzwischen wird Autan in verschiedenen Produktformen (Lotion, Spray, Creme) in etwa 70 Ländern vertrieben.
Über 40 Jahre hinweg wurde der Wirkstoff DEET verwendet, bis er ab 1998 weitgehend durch den durch die Bayer AG entwickelten Wirkstoff Icaridin (Handelsname Bayrepel) ersetzt wurde. Alle Autan-Produkte sind laut Hersteller für Menschen ab einem Alter von zwei Jahren geeignet.
Die Produktreihe „Autan Multi Insekt“ (ehemals „Autan Active“) enthält – abhängig von Produktform Spray/Pumpspray – 16 oder 20 % (160 bzw. 200 g/kg) Icaridin, ebenso enthält das Produkt „Autan Tropical Pumpspray“ 20 % Icaridin. „Autan Family Care“ (ehemals „Autan Family“) enthält 10 % (100 g/kg) Icaridin. Das ätherische Öl des Zitroneneukalyptus ist Basis des Wirkstoffs der Produktreihe „Autan Botanicals“.